# Roland Burris
Roland Wallace Burris (Centralia, Illinois, 3 de agosto de 1937) é um político estadunidense, ex-senador pelo estado de Illinois, ocupando a vaga que pertencia ao presidente Barack Obama.

## Nomeação para o Senado
O ex-governador Rod Blagojevich indicou Burris para a vaga no senado por decorrência da renúncia de Barack Obama.

## Pedido de renúncia
Após o impeachment do ex-governador Rod Blagojevich por corrupção, o novo governador Pat Quinn pediu a renúncia  de Burris, declarando que o senador "é um homem honesto" e a saída seria “para o bem do estado”. Mas Burris não renunciou.